# Yukimasa Nakamura
Yukimasa Nakamura (japonès: 中村行成)  (Fukuoka, 28 d'agost de 1972) és un judoka japonès, ja retirat, guanyador d'una medalla olímpica. És germà dels també judokes Kenzo i Yoshio Nakamura.
El 1996 va prendre part en els Jocs Olímpics d'Estiu d'Atlanta, on guanyà la medalla de plata en la competició del pes semi lleuger del programa de judo. Quatre anys més tard, als Jocs de Sydney, quedà eliminat en quarts de final en la mateixa competició.
En el seu palmarès també destaquen dues medalles en el Campionat del Món de judo, d'or el 1993 i de plata el 1995, dues medalles d'or en els Jocs Asiàtics de 1994 i 1998 i una d'or en el Campionat d'Àsia de judo de 2000.